# Евглена
Евглена (лат. Euglena) — рід одноклітинних організмів з класу евгленових (Euglenoidea). Нараховують більше 1000 видів, поширених як у морських, так і в прісних водоймах.

## Будова
Розміри представників роду варіюють від 30 до 200 мікрон. У різних представників клітини мають веретеноподібну, циліндричну або стрічкоподібну форму; тупо зрізані на передньому і загострені на задньому кінці. Основа джгутика розташована у великій джгутиковій кишені на передньому кінці тіла. Ектоплазма тонка, у деяких видів забезпечена спірально розташованими потовщеннями або смужками. Хлоропластів звичайно кілька (різноманітної форми) або один (стрічкоподібний або розрізний); одне ядро; піреноїди наявні у небагатьох видів. На передньому кінці тіла поблизу основи джгутика розташована стигма і система скоротливої вакуолі, резервуар якої випорожнюється до джгутикової кишені. 

## Спосіб життя
Клітина здатна до зміни форми під час змін метаболізму. Розмножуються поздовжнім поділом. У несприятливих умовах легко утворює цисту. 

## Види
До цього роду належить поширений вид Евглена зелена.